# Riona Kiuchi
Riona Kiuchi (木内 梨生奈 Kiuchi Riona?,  Tokio, Japón, 26 de julio de 1994) es una cantante y actriz retirada japonesa. Se hizo conocida tras aparecer en el programa de televisión Tensai Terebi Kun MAX en 2005. En 2003, Kiuchi ya había participado en un concurso de baile celebrado durante la gira anual de verano de Avex y ganó el primer lugar en el área de Tokio. También participó nuevamente en el concurso nacional y ocupó el tercer lugar; tras estos logros firmó un contrato con Avex Planning & Development.

## Vida y carrera
Kiuchi nació el 26 de julio de 1994 en la ciudad de Tokio, Japón. Su madre solía ser cantante, por lo que Kiuchi estuvo en contacto con varios tipos de música desde que era bebé. Su madre fue quien la impulsó a ingresar a la industria de la música y ambas comenzaron a entrenar por su cuenta. Después de firmar un contrato con Avex Planning & Development, ingresó a la academia de artistas de Avex en Tokio. En 2003, apareció en el video musical Choo Choo Train de la banda Exile. También participó en el Kōhaku Uta Gassen como una de las bailarinas de respaldo durante la canción final del grupo.
En abril de 2005, Kiuchi apareció en el programa de televisión Tensai Terebi Kun MAX y comenzó su carrera como actriz infantil. Menos de dos meses después, se unió al grupo Tiny Circus. A pesar de ser una recién llegada cantó la primera canción del grupo, Sakasamasakasa, como vocalista principal. El año siguiente, interpretó las partes solistas en el tema musical de la temporada de 2006 y también grabó una canción dual, Fuyu no Ageha, con Ramu Hosoda. En su última temporada en TTK, Kiuchi tuvo la oportunidad de cantar una canción en solitario, Fuyu no Candle, la cual fue escrita por Aya Ishihara. Después de graduarse de TTK en marzo de 2008, Kiuchi apareció en la obra "V･O･I･C･E" at Tokyo Actor & Actress Market 2008 Summer. No ha aparecido en ningún otro proyecto desde entonces.

## Discografía

### Álbumes
| Lanzamiento           | Título                               | Discográfica                 | Pistas                       |
| 1 de marzo de 2006    | NHK Tensai TV Kun MAX ~MTK the 10th~ | Columbia Music Entertainment | 1, 3, 5, 8                   |
| 21 de marzo de 2007   | NHK Tensai TV Kun MAX ~MTK the 11th~ | Columbia Music Entertainment | 1, 2, 3, 5, 8, 9, 16, 18, 19 |
| 20 de febrero de 2008 | NHK Tensai TV Kun MAX ~MTK the 12th~ | Columbia Music Entertainment | 1, 6, 13, 16, 20             |

### Sencillos
| Lanzamiento        | Título                                                       | Discográfica                 | Pistas |
| 23 de mayo de 2007 | NHK Tensai TV Kun MAX "Yakusoku No Basho E ~Secrets Utopia~" | Columbia Music Entertainment | 1, 2   |
| 21 de mayo de 2008 | NHK Tensai TV Kun MAX "Sekai Wo Mawase! ~Our Carnival~"      | Columbia Music Entertainment | 3, 4   |